# Klenak (Ruma)
Pour les articles homonymes, voir Klenak.
Klenak (en serbe cyrillique : Кленак) est une localité de Serbie située dans la province autonome de Voïvodine. Elle fait partie de la municipalité de Ruma dans le district de Syrmie (Srem). Au recensement de 2011, elle comptait 2 946 habitants.
Klenak, officiellement classé parmi les villages de Serbie, est une communauté locale, c'est-à-dire une subdivision administrative, de la municipalité de Ruma.

## Géographie

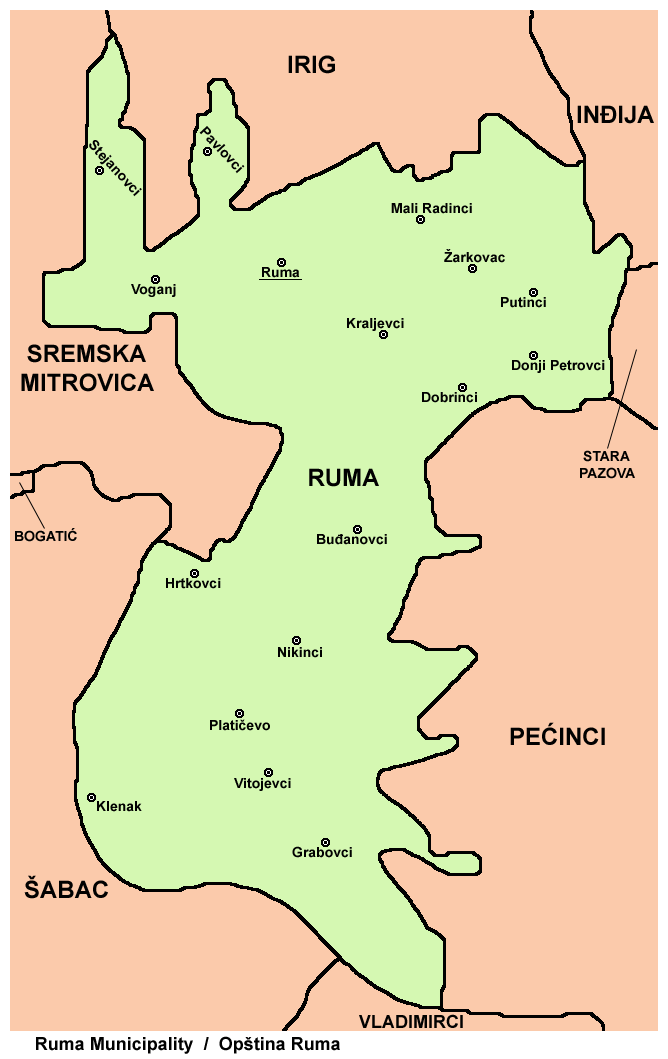
Localisation de Klenak dans la municipalité de Ruma

Klenak se trouve dans la région de Syrmie, sur la rive gauche de la Save. Le village est situé sur la route nationale M-21, qui conduit de Novi Sad jusqu'à Šabac en passant par Irig et Ruma.

## Démographie

### Évolution historique de la population
| 1948  | 1953  | 1961  | 1971  | 1981  | 1991  | 2002  | 2011  |
| ----- | ----- | ----- | ----- | ----- | ----- | ----- | ----- |
| 2 029 | 2 180 | 2 874 | 3 354 | 3 353 | 3 378 | 3 246 | 2 946 |

|  |

### Données de 2002
Pyramide des âges (2002)
En 2002, l'âge moyen de la population était de 38,2 ans pour les hommes et 41,7 ans pour les femmes.
Répartition de la population par nationalités (2002)
En 2002, les Serbes représentaient 90 % de la population ; le village abritait notamment une minorité rom (4,7 %).

### Données de 2011
En 2011, l'âge moyen de la population était de 41,4 ans, 39,8 ans pour les hommes et 43,1 ans pour les femmes.